# Ahmed Salem Hassan
Ahmed Salem Hassan (em egípcio:  أحمد سالم حسن; data de nascimento e morte desconhecido) foi um ciclista olímpico egípcio. Hassan representou sua nação nos Jogos Olímpicos de Verão de 1924, em Paris.